# ユリアン・レリーフェルト
ユリアン・レリーフェルト（Julian Lelieveld、1997年11月24日 - ）は、オランダ・アーネム出身のサッカー選手。エールディヴィジ・RKCヴァールヴァイク所属。ポジションはディフェンダー。

## クラブ経歴
VVハッテムでサッカーを始め、2006年にフィテッセ傘下の下部組織であるAGOVVのユースチームに加入した。2013年からフィテッセ自身が保有する下部組織に移り、順調にステップアップを重ね、2014年7月7日、レリーフェルトが16歳の時フィテッセと2年間のプロ契約を結んだ。2014-15シーズンからU-19チームでプレーを開始し、翌シーズンにはヨング・フィテッセに昇格してプレーを続けた結果、2015年12月に契約をさらに4年間延長した。
2015年7月30日、UEFAヨーロッパリーグ予選3回戦のサウサンプトンFCにて17歳でトップチームデビューを果たした。
2019-20シーズンはオランダ2部のゴー・アヘッド・イーグルスに1シーズンのレンタル移籍をし、リーグ戦35試合に出場した。
2022年7月20日、エールディヴィジのRKCヴァールヴァイクに3年契約で移籍した。

## 代表経歴
2016年7月、U-19オランダ代表としてU-19 EURO2016に参加した。大会でのオランダ代表はグループリーグを1勝2敗で終え5位決定戦に回ったが、レリーフェルト自身も出場した対フランス戦に敗戦し、大会6位に終わった。